# Dilnarin Demirbag
Dilnarin "Dee" Demirbag, född 14 november 1973 i Kirwan i provinsen Elâzığ i sydöstra Turkiet, är en svensk dansare och musiker.

## Biografi
Dilnarin Demirbag föddes i Turkiet i en kurdisk familj, och invandrade till Sverige som barn tillsammans med sin familj. Hon är syster till journalisten och författaren Dilsa Demirbag-Sten och artisten Dilbahar "Dilba" Demirbag. Dilnarin är kampsportsintresserad och har bland annat tränat kickboxning.

## Dans och musik
Sedan starten år 1994, har "Dee" funnits med vid E-Types sida. Hon gjorde ett kort avhopp år 2001, men kom tillbaka året därpå och dansade åter med E-Type. Hon har uppmärksammats för sin utmanande dans. Hon dansade runtomkring Staffan Ling i TV-programmet Stadskampen i TV4 1998 när E-Type var gästartist. Dee har även medverkat i NileCity.
År 2000 släppte hon sin debutsingel "All The Way Up" som nådde plats 30 på hitlistan och 2001 släpptes hennes andra singel "Want You To Go".